# Joseph Michel (compositeur)
Pour les articles homonymes, voir Joseph Michel et Michel.
Joseph Michel (né en 1688 à Bay-sur-Aube, mort en 1736) était un compositeur français de l'époque baroque.

## Biographie
Élève de Pierre Menault à la maitrise de la collégiale Saint-Étienne de Dijon, il devint en 1709 maître de musique à la Sainte-Chapelle du Roi à Dijon (détruite en 1802).
Ses grands motets étaient appréciés par la cour de Versailles.

## Œuvres
- Leçons de Ténèbres
- Dominus regnavit exultet terra (motet)
- Domine in virtute tua